# 232e division de fusiliers (1re formation)
Pour les articles homonymes, voir 232e division.
La 232e division de fusiliers (russe : 232-я стрелковая дивизия) est une division d'infanterie de l'Armée rouge au début de la Seconde Guerre mondiale.
Elle formée dans les semaines précédant le début de l'invasion allemande, sur la base du shtat (tableau d'effectifs et de dotation) du 13 septembre 1939. Elle est rapidement déplacée vers la ligne de front, au sein du 66e corps de fusiliers de la 21e armée, et elle reste dans ce corps pendant sa brève existence. La 21e armée est déployée dans l'ouest de la Biélorussie, tentant de combler les lacunes créées par les défaites des armées frontalières au cours des premières semaines de Barbarossa, et la division fait une pénétration profonde dans l'arrière allemand dans les limites orientales des marais du Pripiat, qui se révèle finalement intenable. Début septembre, la 232e est considérablement réduite en raison de combats presque incessants lorsqu'elle est encerclée puis détruite à l'est de Kiev.

## Historique

### Formation
La division commence à se former début juin 1941 dans le district militaire de Kharkov. Au 22 juin, l'ordre de bataille est officiellement le suivant :
- 764e régiment de fusiliers
- 793e régiment de fusiliers
- 797e régiment de fusiliers
- 676e régiment d'artillerie légère
- 708e régiment d'artillerie d'obusiers
- 23e divizion antichar
- 286e divizion d'artillerie automoteur
- 303e bataillon de reconnaissance
- 392e bataillon de sapeurs
- 698e bataillon des transmissions
- 377e bataillon médical/sanitaire
- 323e compagnie de défense chimique
- 692e bataillon de transport automobile
- 349e boulangerie de campagne
- 658e station postale de campagne
- 525e bureau extérieur de la Banque d'État

Compte tenu d'un rapport du 23 juillet indiquant que la division ne dispose d'aucun obusier à cette date, il est possible que le régiment d'obusiers n'ait jamais été réellement formé. Le bataillon d'artillerie automoteur n'était pas standard ; l'Armée rouge disposait à l'époque de très peu de véhicules de ce type, l'un des rares types étant le ZiS-30.
Le premier commandant officiel de la division, le major-général Semion Ivanovitch Nedviguine n'est nommé que le 1er juillet, un jour seulement avant l'entrée de la division parmi les unités actives. Nedviguine avait auparavant servi comme commandant adjoint, puis comme commandant de la 75e division de fusiliers, et il dirigera la 232e jusqu'à ce qu'elle soit détruite en septembre.

### Batailles en Biélorussie
Le 22 juin, la 232e division de fusiliers est affectée au 45e corps de fusiliers, indépendant de toute armée, dans la réserve du haut commandement suprême, mais le 1er juillet, elle est réaffectée au 66e corps de fusiliers de la 21e armée, qui fait partie du Groupe d'armées de réserve de la STAVKA. Le 2 juillet, alors que la division rejoint les combats, le maréchal Semion Timochenko prend le commandement du front de l'Ouest, dont fait partie la 21e armée, elle-même bientôt dirigée par le colonel-général Fiodor Kouznetsov. L'armée, qui tient le flanc sud du Front, lance le 5 juillet une reconnaissance en force partiellement réussie, puis une série de contre-attaques résolues et quelque peu efficaces contre le flanc droit du Panzergruppe 2 dans la région de Rahatchow et Jlobine. Au 10 juillet, la 232e division est la seule division restant sous le commandement du 66e corps.
Compte tenu de ses succès, Timochenko ordonne le 11 juillet à Kouznetsov de « freiner les opérations de l'ennemi et de le forcer à craindre les possibilités de nos attaques » en envoyant « des détachements mobiles avec des sapeurs, des canons antichar et des commandements de chasseurs de chars pour les opérations dans la direction de Zborovo, Tchiguirinka (en), Gorodichtche, Jlobine, Paritchi et Bobrouïsk ». Ces détachements doivent viser les chars allemands et désorganiser l'arrière par « la destruction des moyens de transport, des communications, des émetteurs radio, des entrepôts, etc., la destruction des routes d'approvisionnement et la mise en place de mines ». En outre, Timochenko souhaite que Kouznetsov « prépare une opération et maintienne les unités prêtes à une prise surprise de Bobrouïsk et de Paritchi ». Le 13 juillet, à 2 h 41, Kouznetsov ordonne à son armée d'étendre son offensive en menant un assaut contre l'aile droite du Panzergruppe 2 dans la région de Bykhaw, conjointement avec la 4e armée. Le 66e corps, qui comprend désormais également la 75e division ainsi que les 51e et 52e trains blindés, reçoit l'ordre de défendre la rive est de la rivière Lan (en) avec la 75e division et d'attaquer le long de la rive ouest de la Bérézina avec ses forces principales, de reprendre Babrouïsk, d'empêcher l'avancée des réserves allemandes vers cet endroit tout en détruisant les forces allemandes de manière fragmentaire. La 232e division doit progresser de Iakimovskoe et Strakovitchi.
L'attaque commence le même jour et, en collaboration avec le reste de l'armée, le 66e corps traverse le Dniepr entre Retchytsa et Loïew et frappa les défenses des éléments avancés du 12e corps d'armée de la 2e armée allemande et commença à exploiter vers le nord-ouest en direction de Babrouïsk au plus profond des arrières allemands. La 232e division fait une avancée impressionnante de 80 km vers l'ouest, capturant les ponts sur les rivières Bérézina et  Ptits (en) ; elle est signalée le 18 juillet à 20 heures comme combattant le long de la ligne allant de Borovaïa à la gare de Korolev et à Sloboda, à 15-22 km au nord-ouest de Paritchi et à 20-25 km au sud de Babrouïsk. Cela ouvre la voie à un raid de cavalerie en profondeur par un groupe de trois divisions dirigé par le colonel-général Gorodovikov (en), mais ce raid n'a que peu de conséquences. La 232e division de fusiliers est finalement contenue par la 112e division d'infanterie, engagée depuis la réserve du groupe d'armées Centre. Pendant ce temps, le 63e corps de fusiliers de l'armée réussit à libérer Rahatchow et Jlobine, bien que ce succès ne dure qu'une semaine. La série de contre-attaques de la 21e armée représente une menace si sérieuse pour le flanc droit du Panzergruppe 2 que le groupe d'armées est également contraint d'intervenir avec deux divisions du 43e corps d'armée de réserve. L'absence de ces divisions d'infanterie se fera bientôt sentir dans les combats autour de Smolensk.
Le rapport de situation du front de l'ouest à 8 heures le 21 juillet indique notamment que la 232e division se défendait contre les 131e et 134e divisions d'infanterie, le 797e régiment de fusiliers protégeant les secteurs de Chernye Brody, Protasy et Ugly, de 25 km à l'ouest de Parichi jusqu'à 15 km au sud-ouest du même endroit. Alors que l'offensive de Timochenko avait largement échoué, les unités comme la 232e qui avaient remporté des succès devaient tenir le coup « comme des poux sous la peau des Allemands » jusqu'à ce qu'elles soient renforcées. À la suite du retour des effectifs de la division le 23 juillet, il a été rapporté qu'en termes d'armes plus lourdes, elle disposait de 18 canons régimentaires de 76 mm, de 25 canons de 76 mm, d'aucun obusier ni de mortier de 120 mm. À la même date, le Front central est formé et le 66e corps lui est affecté, devenant une partie de la 3e armée reconstituée le 1er août.

### Bataille de Kiev
Vers la fin du mois d'août, le 66e corps retourne à la 21e armée, qui faisait désormais partie du front de Briansk, formé le 16 août  Dans un préliminaire à l'offensive qui va finalement encercler Kiev, le 24e Corps motorisé avance alors vers Konotop et Hlukhiv. Le 27 août, l'armée, qui opère le long du flanc ouest de cette pénétration, rapporte que les 232e et 75e divisions défendent conjointement la ligne gare deGornostaevka-Iankovka-Skitok, à 65-70 km au nord et au nord-ouest de Tchernihiv. Pendant ce temps, les principales forces de l'armée tentent de rétablir le contact avec la 13e armée au nord-est. Le lendemain, le commandant de l'armée, le lieutenant-général Vassili Kouznetsov, est réprimandé par le maréchal Boris Chapochnikov, représentant de la STAVKA, pour ne pas avoir engagé le 66e corps dans cet effort. À cette époque, le corps contient également les 55e et 266e divisions de fusiliers et, comme il s'agit de sa formation la plus puissante, Kouznetsov décide de l'utiliser pour défendre la région vitale de Tchernihiv contre l'avancée de la 2e armée.
La 55e division se trouve dans la région de Snovsk, la 75e près de Berezna et la 232e dans l'espace entre ces deux villes, mais toutes trois sont repoussées vers le sud et le sud-est sous la pression du 43e corps d'armée. Malgré la situation sur le terrain, le front de Briansk continue à envoyer aux 13e et 21e armées des ordres totalement irréalistes de contre-attaque. Un écart de 20 km s'est alors creusé entre les deux armées et la 40e armée, organisée à la hâte, se montre incapable de le combler. À la fin du 30 août, les rapports indiquent que les restes des 232e et 75e divisions « combattent férocement » à Politichi et Tchoudovka. Plus tard dans la journée, Kouznetsov rapporte que la division a relevé le groupe de cavalerie et occupé Novyi Mlyny et Iaskovo tout en repoussant une attaque de deux régiments d'infanterie allemands.
Le 1er septembre, le général Nedviguine est grièvement blessé dans un accident d'automobile et quitte la division ; après sa guérison, il rejoint une structure d'entraînement pour le reste de la guerre. Aucun nouveau commandant n'est officiellement nommé avant la dissolution de la division. Le lendemain, elle tient toujours Novyi Mlyny et Iaskovo. À ce moment-là, le Panzergruppe 2 se dirige vers le sud pour rejoindre le Panzergruppe 1 avançant vers le nord : le gros du groupe de forces soviétiques à l'est de Kiev, principalement le Front sud-ouest, risque d'être encerclé. La 21e armée subit une pression croissante de la 2e armée et a du mal à conserver son contrôle de la région de Tchernihiv. Le 6 septembre, ce qui reste de la division est réaffecté, avec le reste de son armée, au front du Sud-Ouest, mais dix jours plus tard, les deux Panzergruppe se rejoignent, complétant l'encerclement. En quelques jours, la 232e a cessé d'exister, même si, comme de nombreuses divisions détruites lors de cette bataille, elle reste officiellement en activité jusqu'au 27 décembre.